# Adolf Mathis
Adolf Mathis (Wolfenschiessen, 22 maggio 1938 – 19 febbraio 2021) è stato uno sciatore alpino svizzero.

## Biografia

### Carriera sciistica

#### Stagioni 1956-1961
Sciatore polivalente con maggior propensione allo slalom speciale originario di Oberrickenbach di Wolfenschiessen, Adolf Mathis debuttò in campo internazionale in occasione dell'Internationalen Adelbodner Skitage 1956 (Adelboden, 2-3 gennaio), dove si classificò 22º e 29º nei due slalom speciali disputati, e ai Campionati mondiali a Badgastein 1958, dove si piazzò 6º nella medesima specialità (l'unica gara nella quale prese il via); nel prosieguo di quella stagione 1957-1958 fu 2º nello slalom speciale dell'Otto Furrer Memorial (Zermatt, 14-16 marzo) e 3º nello slalom gigante e nella combinata del Grand Prix du Printemps (Val-d'Isère/Tignes, 26-28 marzo).
Nel 1959 si classificò 2º nello slalom speciale del Fair Play Derby (Lenzerheide/Davos, 22-25 gennaio) e l'anno dopo agli VIII Giochi olimpici invernali di Squaw Valley 1960, suo esordio olimpico, si piazzò 15º nello slalom speciale del 24 febbraio, l'unica gara alla quale prese parte; nel 1961 fu 3º nello slalom speciale dell'Internationalen Adelbodner Skitage (Adelboden, 8-9 gennaio), 2º in quello del trofeo del Lauberhorn (Wengen, 14-15 gennaio), 3º in quello della Coupe Émile Allais (Megève, 27-29 gennaio) e 2º in quello di Davos (28 febbraio).

#### Stagioni 1962-1964
Nel 1962 conquistò il risultato più prestigioso della sua carriera vincendo lo slalom speciale del trofeo del Lauberhorn sulla pista Männlichen/Jungfrau di Wengen e partecipò ai Mondiali di Chamonix 1962, dove non completò lo slalom speciale (l'unica gara nella quale prese il via); chiuse la stagione vincendo lo slalom speciale dell'Otto Furrer Memorial (Zermatt, 16-18 marzo).
Nella stagione 1962-1963 si classificò 2º nello slalom speciale del Criterium de la première neige (Val-d'Isère, 12-16 dicembre), 3º in quello del trofeo dell'Hahnenkamm (Kitzbühel, 19-20 gennaio) e 3º in quello dell'Otto Furrer Memorial (Zermatt, 15-17 marzo); l'anno dopo ai IX Giochi olimpici invernali di Innsbruck 1964, suo congedo olimpico e iridato, gareggiò nuovamente solo nello slalom speciale dell'8 febbraio, piazzandosi al 6º posto. Si ritirò al termine di quella stessa stagione 1963-1964 e partecipò alle sue ultime gare ai Campionati svizzeri 1964, disputati a marzo a Sankt Moritz, dove vinse la medaglia d'oro nello slalom speciale.

### Altre attività
Dal 1963 al 2003 Mathis, che era soprannominato Fell-Delf o Dachs ("tasso"), lavorò come guardacaccia nella riserva dell'Huetstock, nel natio Canton Nidvaldo, e fu considerato tra i maggiori esperti della caccia al camoscio; comparve anche nel film Der Wildhüter am Brisen. Nel 1973 divenne campione svizzero nella gara militare di combinata tiro a segno, slalom gigante e sci di fondo.

## Palmarès

### Classiche
Lauberhorn
- 1 vittoria (slalom speciale a Wengen 1962)

Otto Furrer Memorial
- 1 vittoria (slalom speciale a Zermatt 1962)

### Campionati svizzeri
- 8 medaglie (dati parziali):
  - 6 ori (slalom speciale nel 1959; slalom speciale nel 1960[senza fonte]; slalom speciale nel 1961[18]; slalom speciale nel 1962[19]; slalom speciale nel 1963[20]; slalom speciale nel 1964[senza fonte])
  - 2 argenti (dati parziali: combinata nel 1962[19]; combinata nel 1963[20])